# Народна скупштина Краљевине СХС (20. октобар – 10. новембар 1924)
Редовни сазив Народне скупштине Краљевине Срба, Хрвата и Словенаца за 1924/1925. годину је одржан од 20. октобра 1924. до 10. новембра 1924.

## Редовни сазив за 1924/1925.
У редован сазив за 1924. Народна скупштина састала се 20. октобра 1924. Првој претходној седници председавао је, као привремени преdседник по годинама старости, Тома Јалжабетић, први члан Хрватске сељачке републиканске странке који је y Народној скупштини заузео часнички положај. За председника Народне скупштине био је изабран Љубомир Јовановић, за I потпредседника др. Влатко Мачек, за II потпредседника Јосип Хохњец, за секретаре били су изабрани Димитрије Чичевић, Хусејин Алић, Руде Бачинић и Франц Кремжар. Захваливши на поверењу поводом избора, први потпредседник др. Влатко Мачек изјавио је да ће се свим силама трудити „да до правилног изражаја дође воља народа српског, хрватског и словеначког, и да једанпут дође до потпуног измирења и до споразума између народа српског, народа хрватског и народа словеначког."
22. октобра Народној скупштини је саопштено да је влада Љубомира Давидовића поднела оставку, па су скупштинске седнице одложене. 6. новембра 1924. оставка владе Љубомира Давидовића била је уважена, a нову владу образовао је Никола Пашић, помогнут странкама Националног блока.
10. новембра 1924. Народна скупштина наставила је рад но само за толико да јој се саопшти указ којим се седнице отварају, a затим други указ којим се распушта, с тим да се 8. фебруара 1925. изврше избори за четверогодишњу периоду за 1925, 1926, 1927. и 1928. Истим указом одређено је да се Народна скупштина састане y ванредан сазив 7. марта 1925.